# سيد سلمان (الهايي)
سيد سلمان (بالفارسية: سیدسلمان) هي قرية وتقع في إيران في قسم الهايي الريفي. يقدر عدد سكانها بـ 139 نسمة بحسب إحصاء 2016.